# Akodon paranaensis
Akodon paranaensis Christoff et al. (2000) é uma espécie de roedor da família Cricetidae, encontrado naturalmente no Brasil e na Argentina. Há poucas informações na literatura, mas é considerada uma espécie comum, em especial em áreas de campo, borda de mata, capoeiras e restingas e até mesmo plantação de arroz. São popularmente conhecidos como rato-de-chão ou rato-do-mato
Animais de tamanho pequeno, olhos grandes, comprimento da cauda pouco menor do que o do corpo. Pelos densos e macios, coloração do dorso castanho-escuro, sem limite definido com a coloração do ventre, que é amarelo-acinzentada, com as bases dos pelos acinzentadas. Orelhas grandes, pouco pilosas. Superfície superior das patas clara. Cauda pouco pilosa e com escamas epidérmicas aparentes. Quatro pares de mamas: peitoral, pós-axial, abdominal e inguinal.

## Comportamento
Todas as espécies de ratos-do-mato são insetívoros-onívoras alimentando-se de pequenos invertebrados, frutas e sementes. Vivem escondidos embaixo de folhas secas e galhos no meio da vegetação, onde constroem pequenos esconderijos.

## Classificação
Essa espécie é membro da classe Mammalia, ordem Rodentia, família Cricetidae, subfamília Sigmodontinae, gênero Akodon, espécie Akodon paranaensis. A classificação dentro do gênero Akodon é bastante complicada, uma vez que há muita semelhança morfológica entre indivíduos das espécies do gênero Akodon. Segundo Silveira, Sbalqueiro & Monteiro-Filho (2013), é possível a identificação segura  através da análise da estrutura morfológica de pelos-guarda primários, utilizando-se do método de análise das escamas cuticulares e da medula. Já para Silveira (2020), a distinção de espécies requer análise de cariótipo ou descrição do tipo de coroa dos dentes molares. Além disso, a referência geográfica do indivíduo pode facilitar a determinação da espécie, uma vez que há maior predominância de A. paranaensis na região sul do Brasil e norte da Argentina. Embora A. montensis ocorra na mesma região geográfica, ambos diferenciam-se pela coloração corporal e tamanho e pilosidade das orelhas.